# Schloss Röhrsdorf

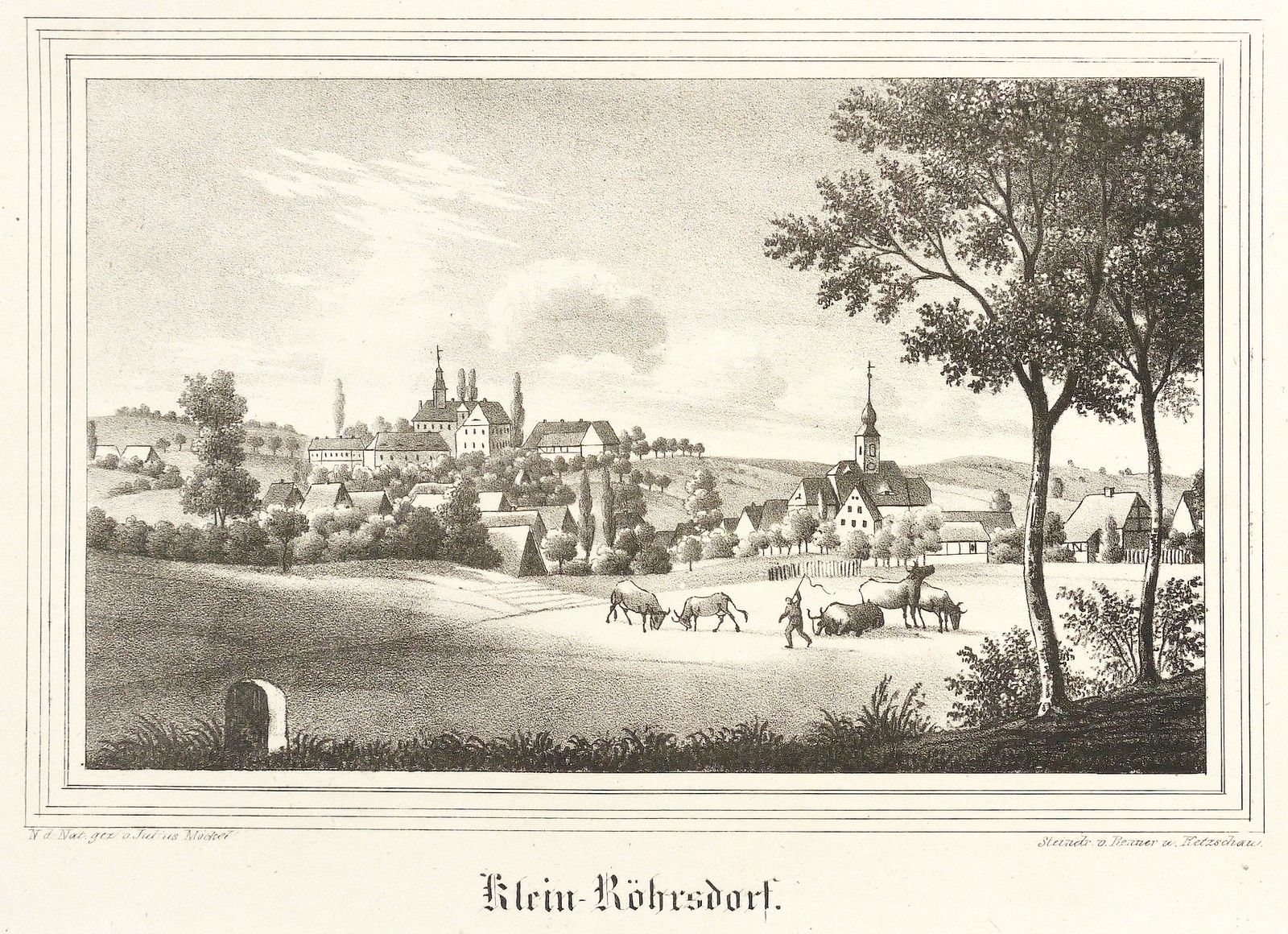
Carl Julius Möckel (1801–1863): Klein-Röhrsdorf (Schloss und Ort Röhrsdorf bei Dohna), 1840

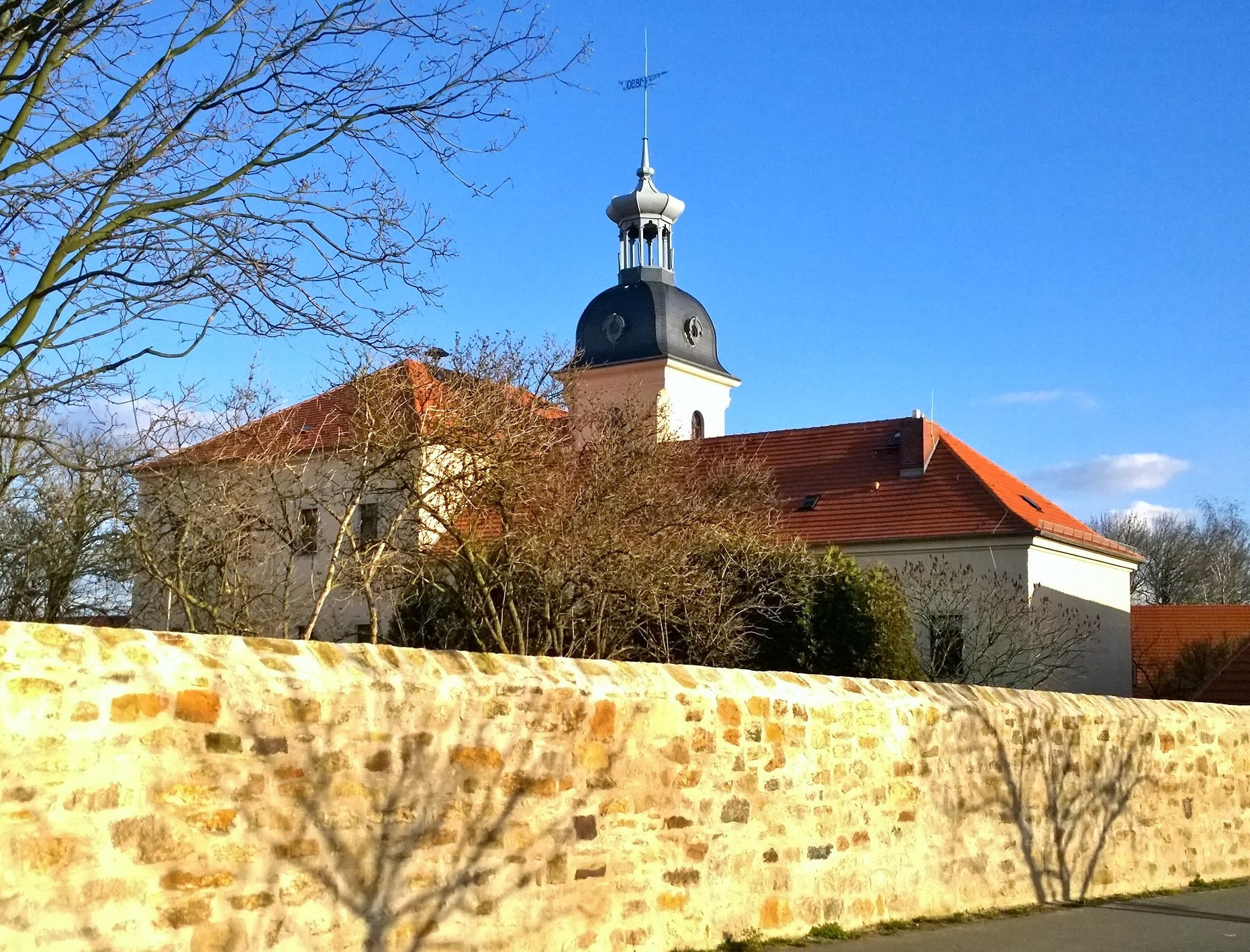
Schlossbau 2016 von Westen fotografiert

Das Schloss Röhrsdorf ist ein aus einem Rittergut erweitertes Schloss und liegt im Ortsteil Röhrsdorf der Stadt Dohna im Landkreis Sächsische Schweiz-Osterzgebirge in Sachsen inmitten eines der größten und bedeutendsten Obstanbaugebiete des Freistaates Sachsen zwischen Lockwitz und Müglitztal auf einem Hochplateau auf 238 m ü. NHN.

## Lage
Schloss und Ort liegen etwa 15 Kilometer südöstlich Dresdens Altstadt und des Elbtalkessels, etwa 10 Kilometer Luftlinie westlich der Kreisstadt Pirna und etwa 4 Kilometer westlich des Stadtzentrums von Dohna. Der Ort Röhrsdorf selbst liegt wenige Meter südlich des Schlosses und wird vom Bächlein Briese mittig geteilt, das nach Osten fließend zur Rietzschke wird und über die Müglitz in die nördlich wieder nach Westen fließende Elbe entwässert. Ort und Schloss liegen inzwischen an der südlichen Stadtgrenze Dresdens, mit, bedingt durch die Lage auf dem Plateau oberhalb des Elbtales, bester Sicht ins Osterzgebirge und in die Sächsische Schweiz.

## Geschichte

Wappen derer von Neitschütz, erste bekannte Besitzer des Gutes

Das Anwesen wurde als Rittergut im 16. Jahrhundert erbaut und 1436 oder 1583 erstmals urkundlich erwähnt. Unklar ist, ob der Ort die Entstehung des Rittergutes ergab oder für den Betrieb des Rittergutes Bewohner angesiedelt wurden.

Wappen derer von Carlowitz, Besitzer vom 18. bis 20. Jh. und Bauherren des Schlosses

Ein Besitzer des Gutes war der kurfürstliche Geheime und Kriegsrat Rudolf von Neitschütz auf Borthen, Röhrsdorf, Tronitz (1614 – 1682), in den Jahren 1649 bis 1682. Er wird oft verwechselt mit Rudolf von Neitschütz (gest. 1703), Generalleutnant in der kurfürstlichen Leibgarde in Sachsen, Vater der Magdalena Sibylla von Neitschütz, der Geliebten von Johann Georg IV., Kurfürst von Sachsen. Der Besitzer von Röhrsdorf war mit Magdalena von Osterhausen vermählt und hatte mit ihr 13 Kinder.
Nächster Besitzer des Rittergutes war Christoph Vitzthum von Eckstädt. Im Januar 1668 heiratete er Johanna Helene von Neitschütz, zweite Tochter von Rudolf von Neitschütz. Der Ehe entsprossen 17 Kinder.
1741 kam das Rittergut an Carl Adolph von Carlowitz (1684–1748) (* 20. Juli 1684 in Ottendorf, † 30. Oktober 1748 in Röhrsdorf), Amtshauptmann zu Hohenstein, Lohmen und Wehlen. Er war zugleich Patronatsherr und ließ 1748 die baufällige Kirche des Ortes abreißen und für genau 1429 Thaler, zwölf Groschen und einen Pfennig einen Neubau errichten, der ein Jahr später eingeweiht werden konnte. In der Kirche befindet sich die Patronatsloge mit dem Wappen der Familie von Carlowitz.
Im 18. Jahrhundert wurde das Rittergut um einen Herrensitz, das eigentliche Schloss Röhrsdorf, erweitert.
1771 wurde das Schloss und Gut im Auftrag von Georg Heinrich I. von Carlowitz (* 14. November 1737 in Ottendorf, † 24. April 1816 in Dresden), siebtes Kind Carl Adolphs und Begründer der Röhrsdorfer Linie derer von Carlowitz, um eine ummauerte Parkanlage im englischen Stil im Röhrsdorfer Grund erweitert und 1787 das Orangeriegebäude im Schlosspark errichtet, das mit den Figuren „Bacchus“ und „Flora“ des Dresdner Bildhauers Johann Gottfried Knöffler geschmückt wurde. Die Figuren stehen seit Oktober 2012, nach fachkundiger Restaurierung durch Diplom-Restaurator Michael Eilenberger aus Holzhau, im Park des Guts Gamig. Das Orangeriegebäudes wurde in den 1970er Jahren abgerissen. Von 1780 datiert ein Bildnis des neu ausgebauten Schlosses „Prospect des Schloßes zu Röhrsdorf bey Dohna“, das Christoph Nathe zugeschrieben wird.
Nach einem Brand 1890, der das Schloss vollständig verwüstete, wurde es leicht abgeändert wieder aufgebaut und um den viergeschossigen ans Gebäude anlehnenden Treppenturm erweitert. Zu Beginn des 20. Jahrhunderts wird der Zuchtgarten mehrfach erwähnt, in dem unter anderem der Pirnaer Roggen gezüchtet wurde.
Bis zum Ende des Zweiten Weltkrieges 1945 blieb das Schloss in Besitz der Familie von Carlowitz. Letzte Besitzerin war Frieda von Carlowitz, geborene von Schönberg (1866–1956). Ihre Adoptivtochter Melitta, geborene von Carlowitz, heiratete hier auch 1922 ihren ersten Ehemann Kraft Baron von Palombini. Der Landbesitz des Rittergutes wird mit etwa 290 Hektar angegeben.
Nach dem Krieg von der sowjetischen Armee übernommen, ging es 1948 in Volkseigentum über.
In der DDR-Zeit wurde es als Landwirtschaftsschule (Ausbildungsstätte für Landwirtschaftslehrlinge) bis 1989 genutzt. Nach der Wende erwarb 1990 ein Investor das Gebäude und baute es zu einem Landhotel um. Das Hotel ging jedoch fünf Jahre später in Konkurs. 1999 kam das Schloss in den Besitz des Hauptgläubigers, der Sparkasse. 2002 wurde das Hotel geschlossen und nachfolgend von einem anderen Betreiber neu eröffnet.

## Baugeschichte

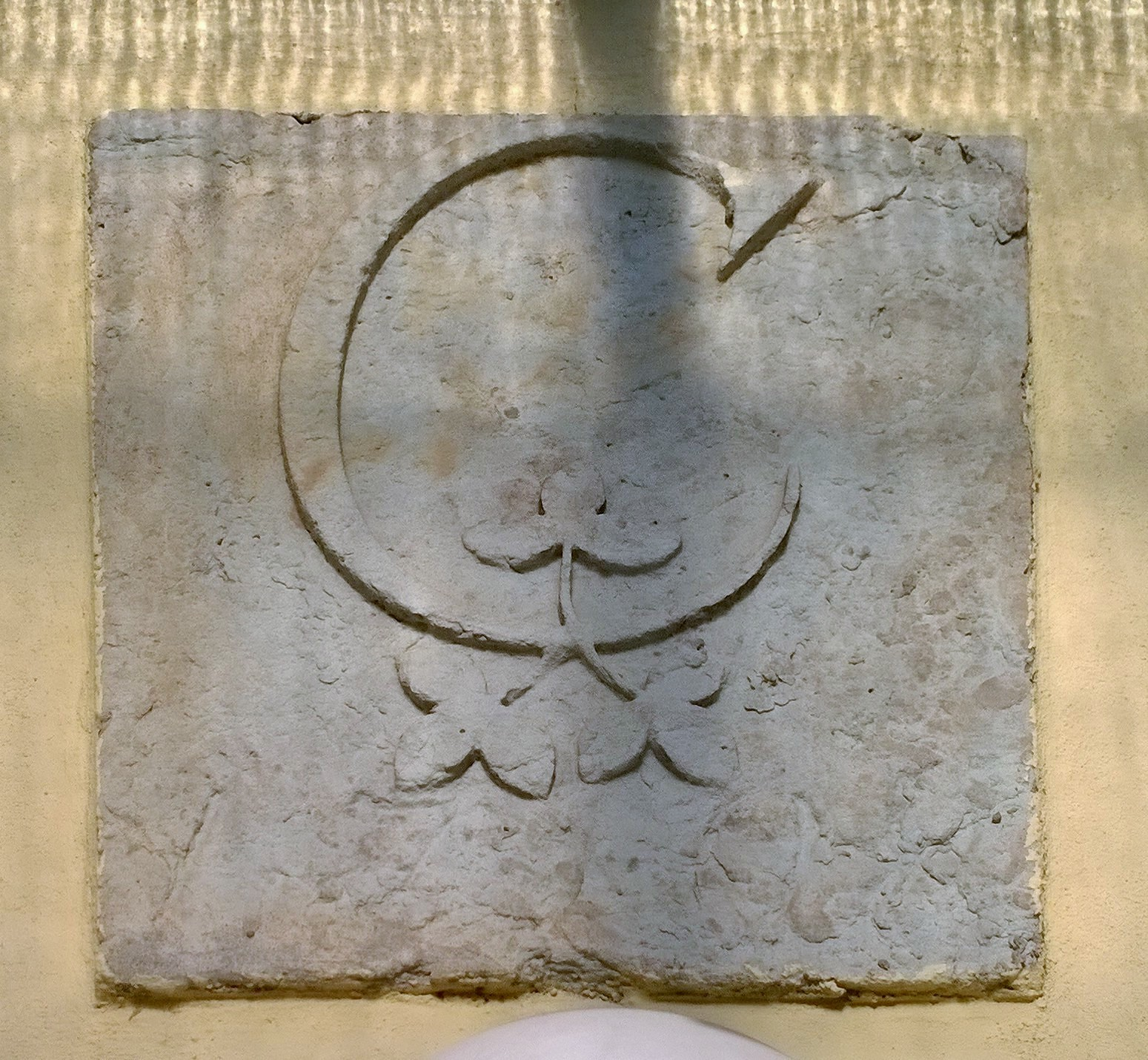
Verändertes und schematisiertes Carlowitz Wappen am Nebengebäude

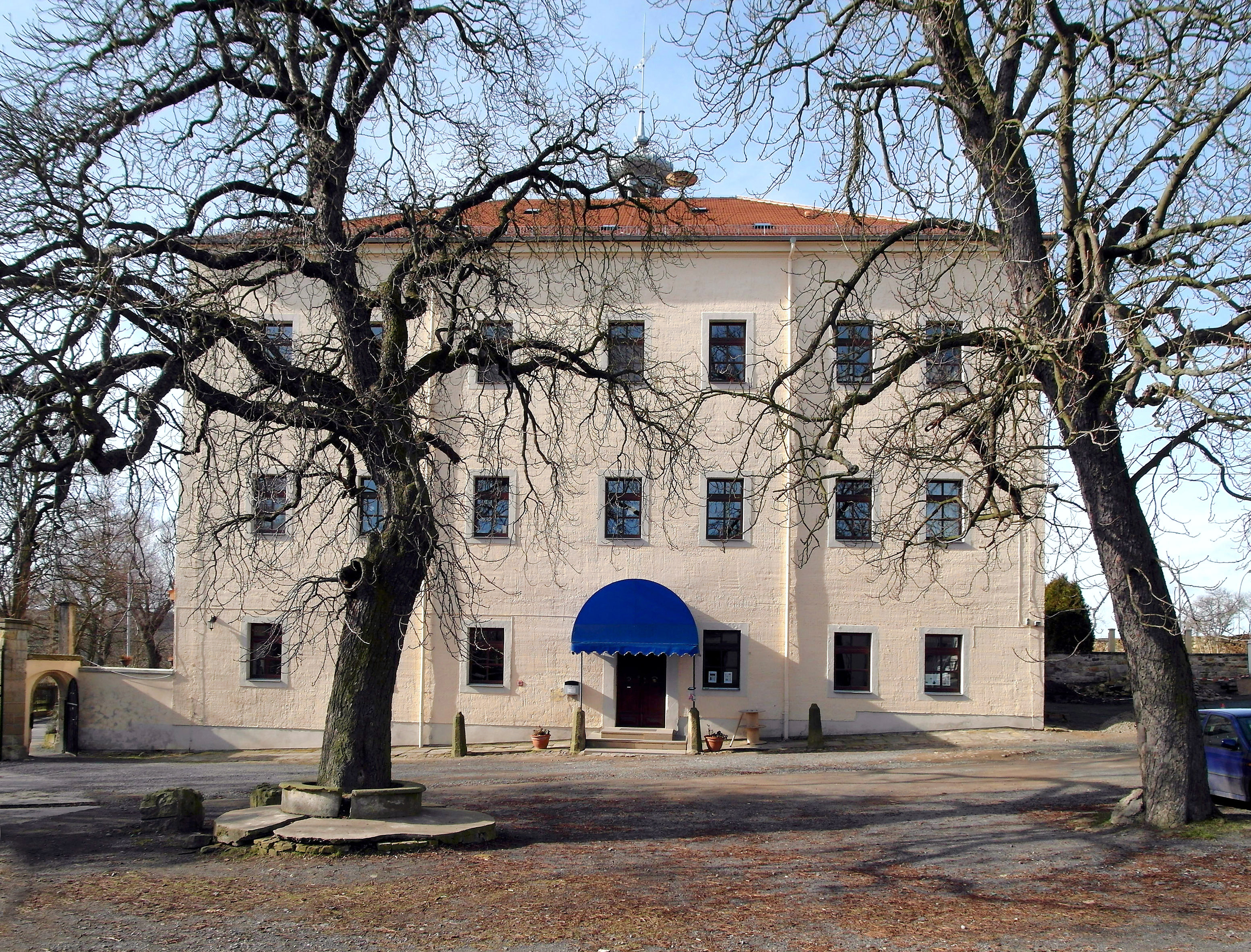
Schloss, Hofseite (Osten) 2014

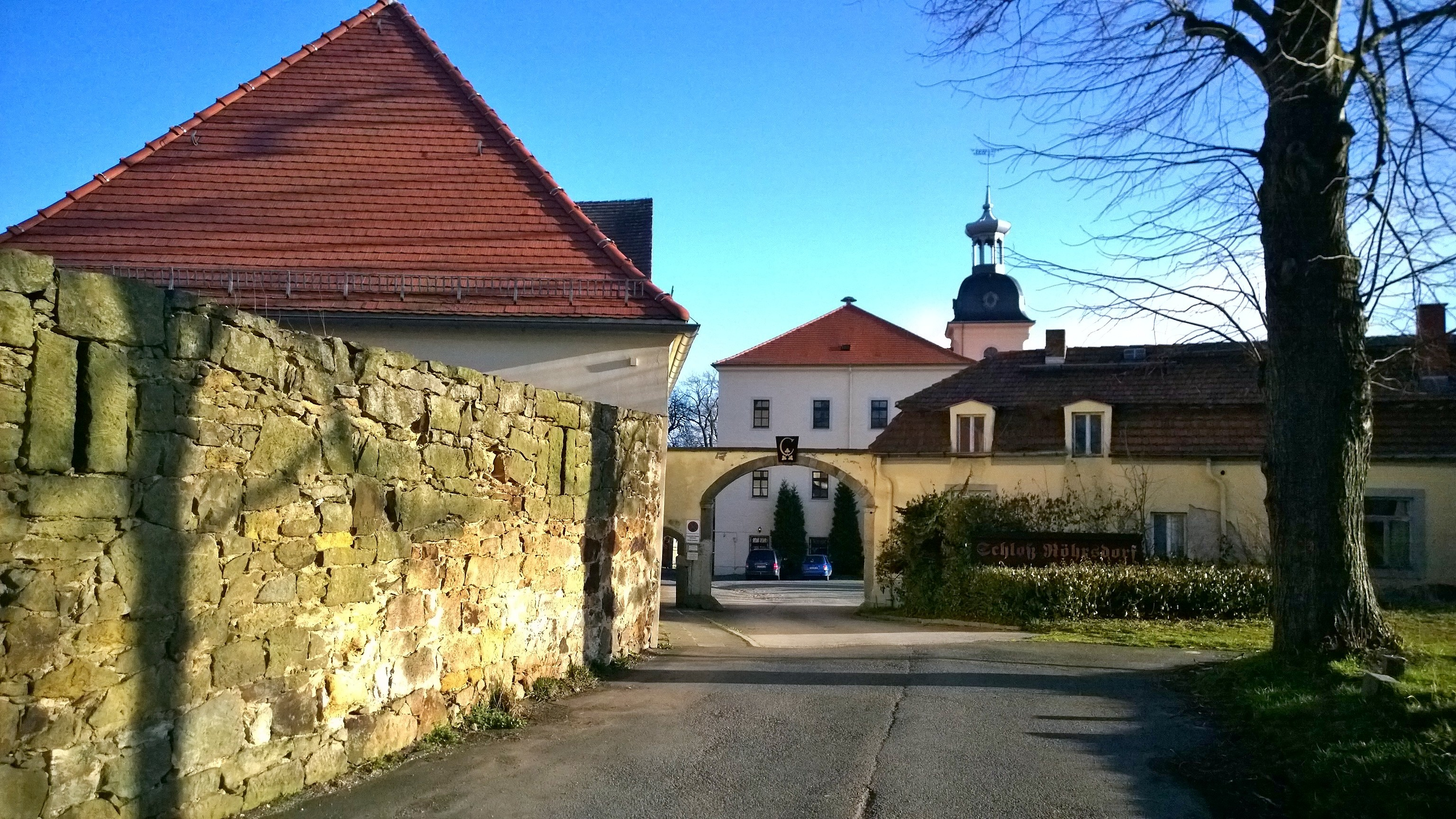
Blick von Norden über die Hofeinfahrt mit Wappen auf das Schloss, links die alte Wehrmauer mit Schießscharten

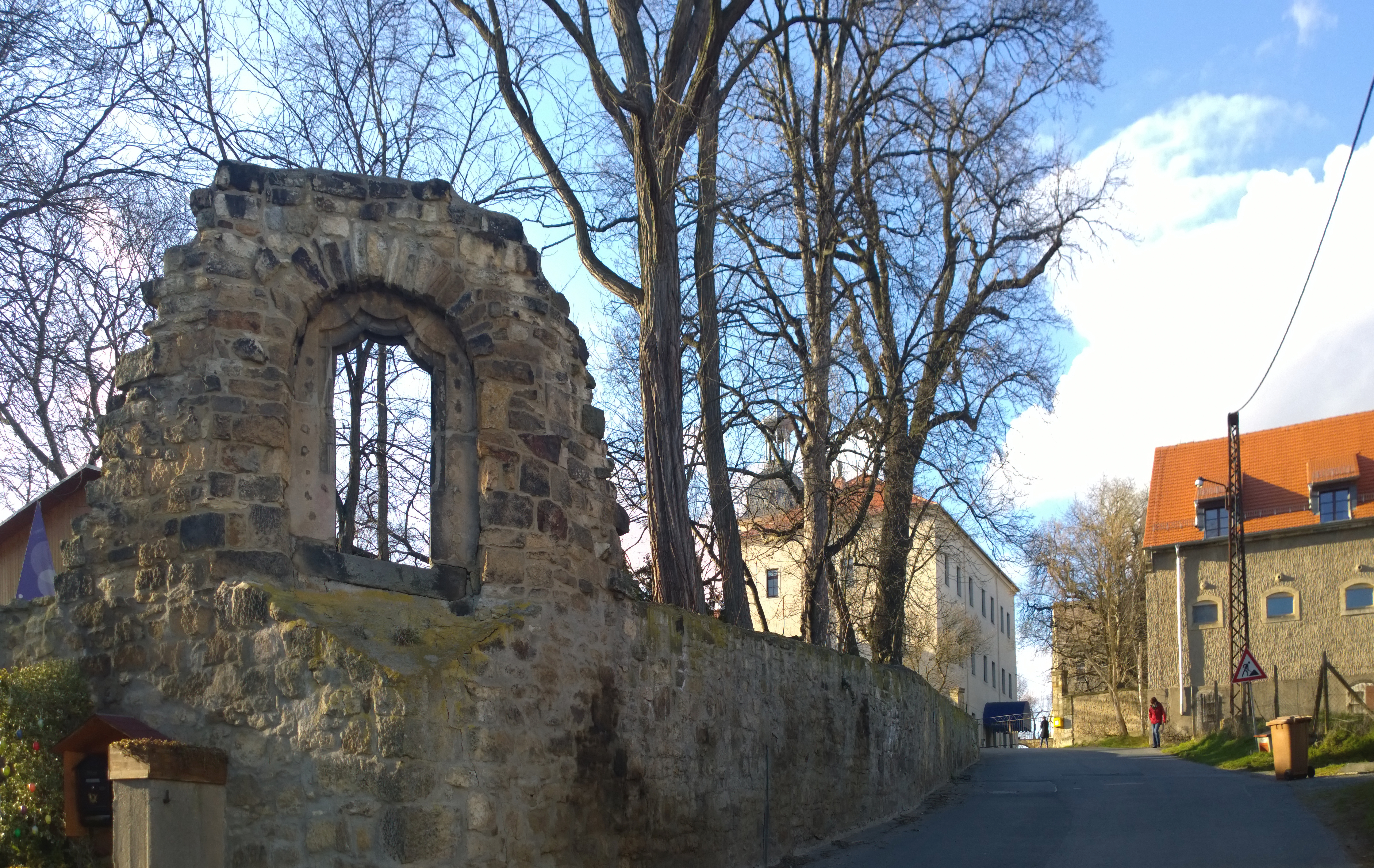
Blick von unterhalb des Schlossberges aus Ortsrichtung: links Mauerreste des Schlossgartens, mittig das Schlossgebäude, rechts Nebengebäude des ehemaligen Rittergutes

Das Schloss wurde ursprünglich als einfacher rechteckiger dreigeschossiger sieben auf elfachsiger Bau mit einem Walmdach erbaut. Die Kanten waren mit großen Eckquadern über die gesamte Höhe geschmückt, der Bau selbst besaß noch einen kleinen barocken Glockenturm.
1890 wurde es nach dem Brand neu errichtet und mit einem breiteren Turm versehen. Das Hauptgebäude besteht heute aus zwei rechteckigen aneinanderstoßenden Baukörpern, dabei ist das Nord-Süd ausgerichtete Haupthaus ein sieben- mal vierachsiger dreigeschossiger Bauquader mit Walmdach und dem mittig auf der Westseite stehenden barocken viergeschossigen Glockenturm mit einem aufgesetzten Glockenstuhl. Der nördliche Ost-West ausgerichtete und nordwestlich ans Haupthaus anstoßende Querriegel ist heute nur noch ein siebenachsiger zweigeschossiger Bau und besitzt ebenfalls ein Walmdach. Die das Rittergut umgebenden Gebäude und ehemaligen Stallungen sind meist neuzeitlichen Datums. Nur der westlich an die Hofeinfahrt anstoßende eingeschossige mit einem geteilten Walmdach und Fenstern mit Sandsteingewänden versehene Bau zeigt noch barocke Formen. Hofeinfahrt und Hauseingang des an die Hofeinfahrt anstoßenden Gebäudes tragen ein leicht abgewandeltes Wappen derer von Carlowitz, in dem das dreifache Kleeblatt horizontal gespiegelt und oberhalb mit dem Großbuchstaben C versehen ist. Die Farben des Wappens an der Hofeinfahrt sind heraldisch nicht korrekt.
Das Gut umgibt eine heute noch zum Teil alte Mauer, teilweise noch mit vertikalen Schießscharten (Bogenscharten) versehen, der Torbogen des Eingangsportals am südlichen Ende der Umfassungsmauer trägt die Jahreszahl 1599. Das Schlossgebäude wurde umfassend restauriert und beherbergt viele Gemälde ihrer Besitzer und der sächsischen Geschichte.

## Heutige Nutzung

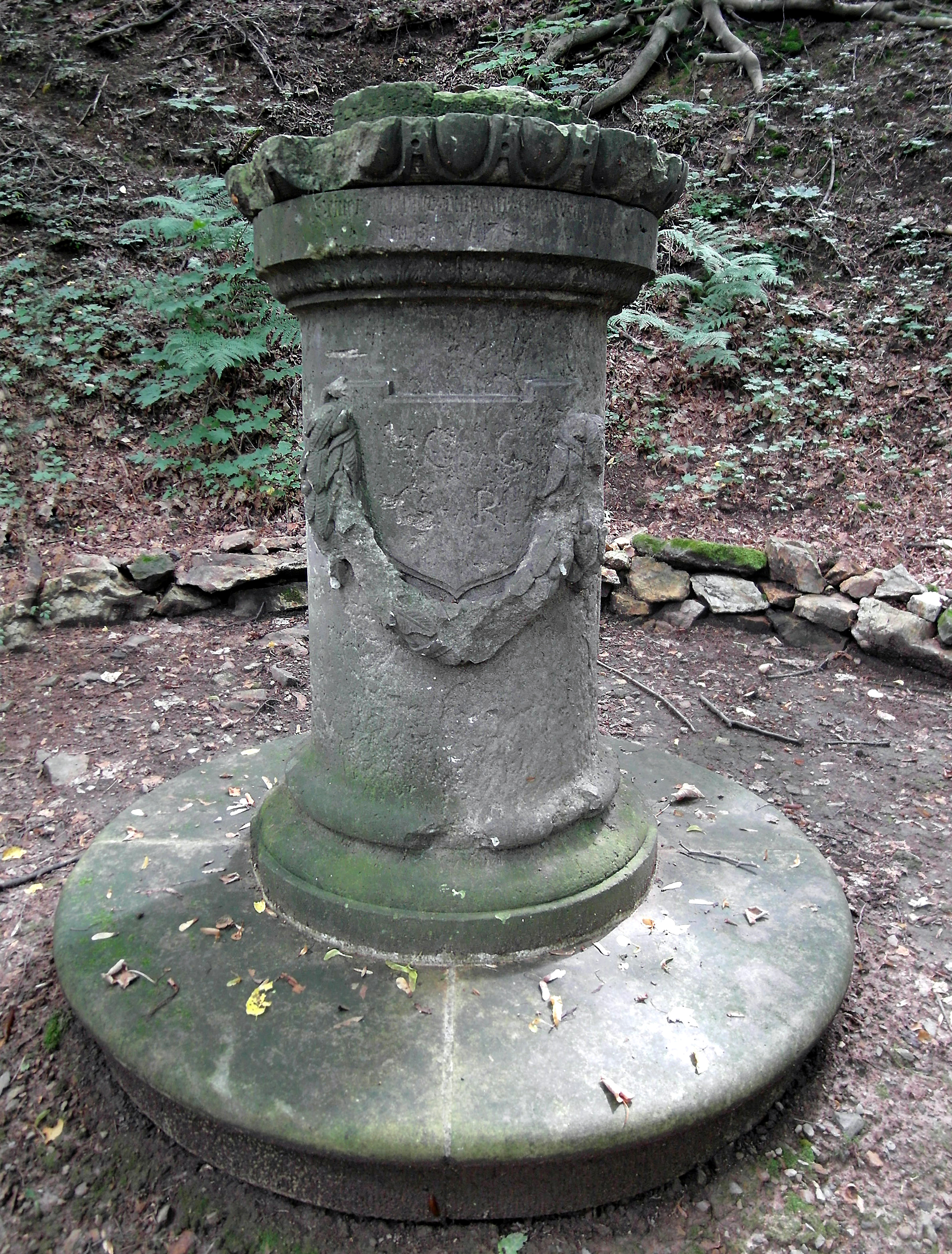
Postament im Schlosspark Röhrsdorf

2008 von dem kanadischen Geschäftsmann und Mitbegründer von Club Penguin, David Krysko, erworben, dient das Schloss heute als Domizil einer Künstlergemeinschaft, ist von ihr bewohnt und wird für Ausstellungen und Veranstaltungen genutzt. Sieben Themenzimmer und ein Tonstudio werden auf dem Schloss als Bandhotel vermietet. Auch zu Trauungen kann das Schloss genutzt werden.
Rund um das Schloss Röhrsdorf und den seit 2001 veranstalteten Sächsisch-Böhmischen Bauernmarkt wird an jedem ersten Maiwochenende das Blütenfest gefeiert. Auf einer neugebauten überdachten Freilichtbühne im Schlosspark des Schlosses werden verschiedenste Veranstaltungen durchgeführt.
Der Landschaftspark „Röhrsdorfer Grund“ kann heute frei begangen werden. Unter anderem kann man den Tempel der Freundschaft genannten Staffagebau sowie mehrere kleine Denkmäler und Sandsteingebilde besichtigen. Ein interessantes Detail ist, dass im Volksmund ein Besuch des Parks als „gehen wir in den Anton“ bezeichnet wird.